# Rodica Constantinescu
Rodica Constantinescu (n. 2 martie 1984) este un politician român, aleasă în 2024 senator din partea partidului Alianța pentru Unirea Românilor (AUR). 

## Carieră politică

### Senator (2024–prezent)

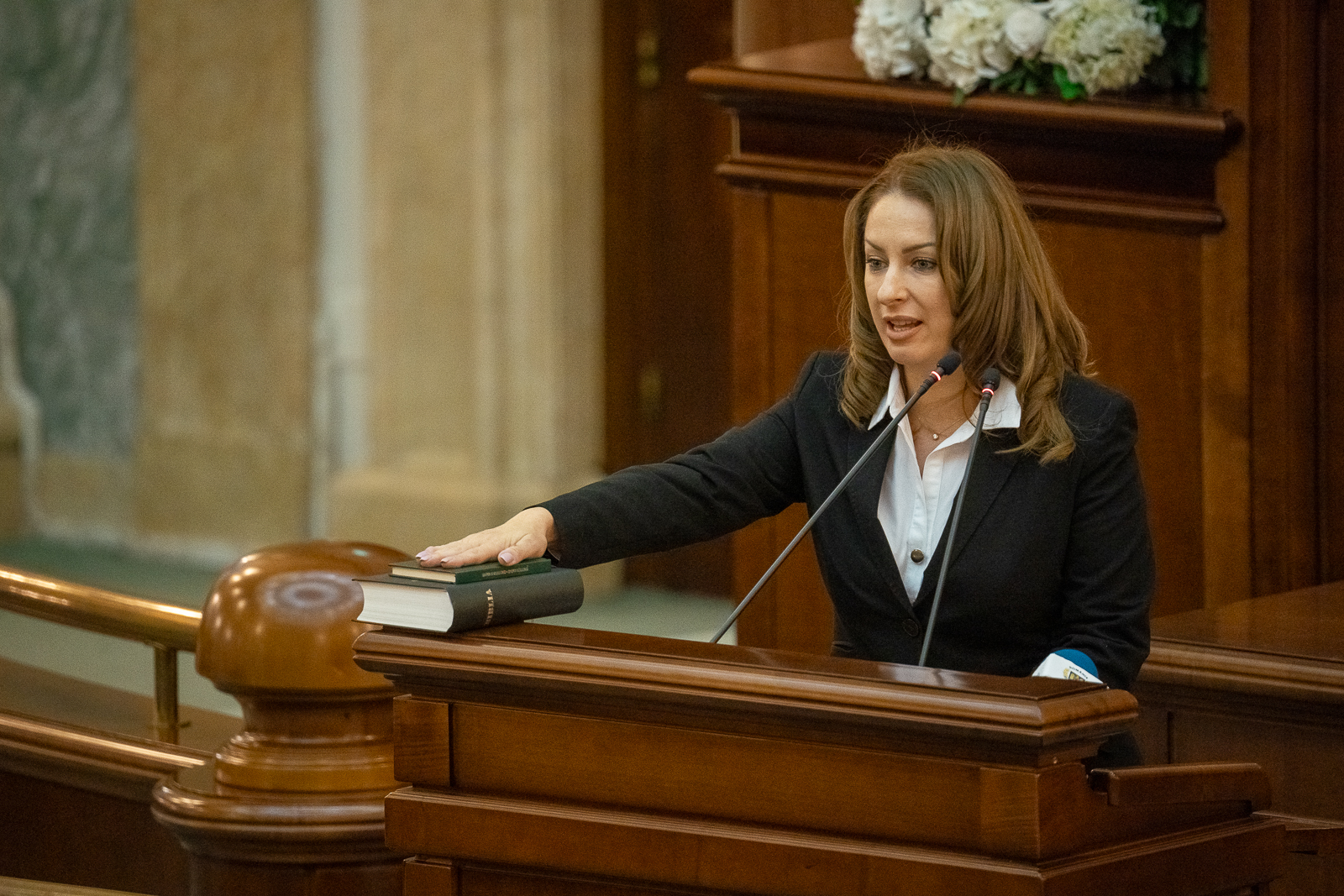
Constantinescu depunând jurământul, 21 decembrie 2024

În urma alegerilor parlamentare din 2024 pe 1 decembrie, Constantinescu a fost aleasă membru al Senatului României, în circumscripția nr. 18 Galați, preluând mandatul pe 21 decembrie.
Ca senator este membru al Comisiei pentru agricultură, industrie alimentară si dezvoltare rurală, precum și Comisiei pentru drepturile omului, egalitate de șanse, culte și minorități. În plus, din 25 martie 2025, Constantinescu este membru al grupurilor parlamentare de prietenie pentru Algeria, Malaysia, Thailanda și Tunisia.